# Kanton Olargues
Kanton Olargues (francouzsky Canton d'Olargues) je francouzský kanton v departementu Hérault v regionu Languedoc-Roussillon. Tvoří ho 12 obcí.

## Obce kantonu
- Berlou
- Cambon-et-Salvergues
- Colombières-sur-Orb
- Ferrières-Poussarou
- Mons
- Olargues
- Prémian
- Roquebrun
- Saint-Étienne-d'Albagnan
- Saint-Julien
- Saint-Martin-de-l'Arçon
- Saint-Vincent-d'Olargues
- Vieussan